# اتساق (فيزياء)

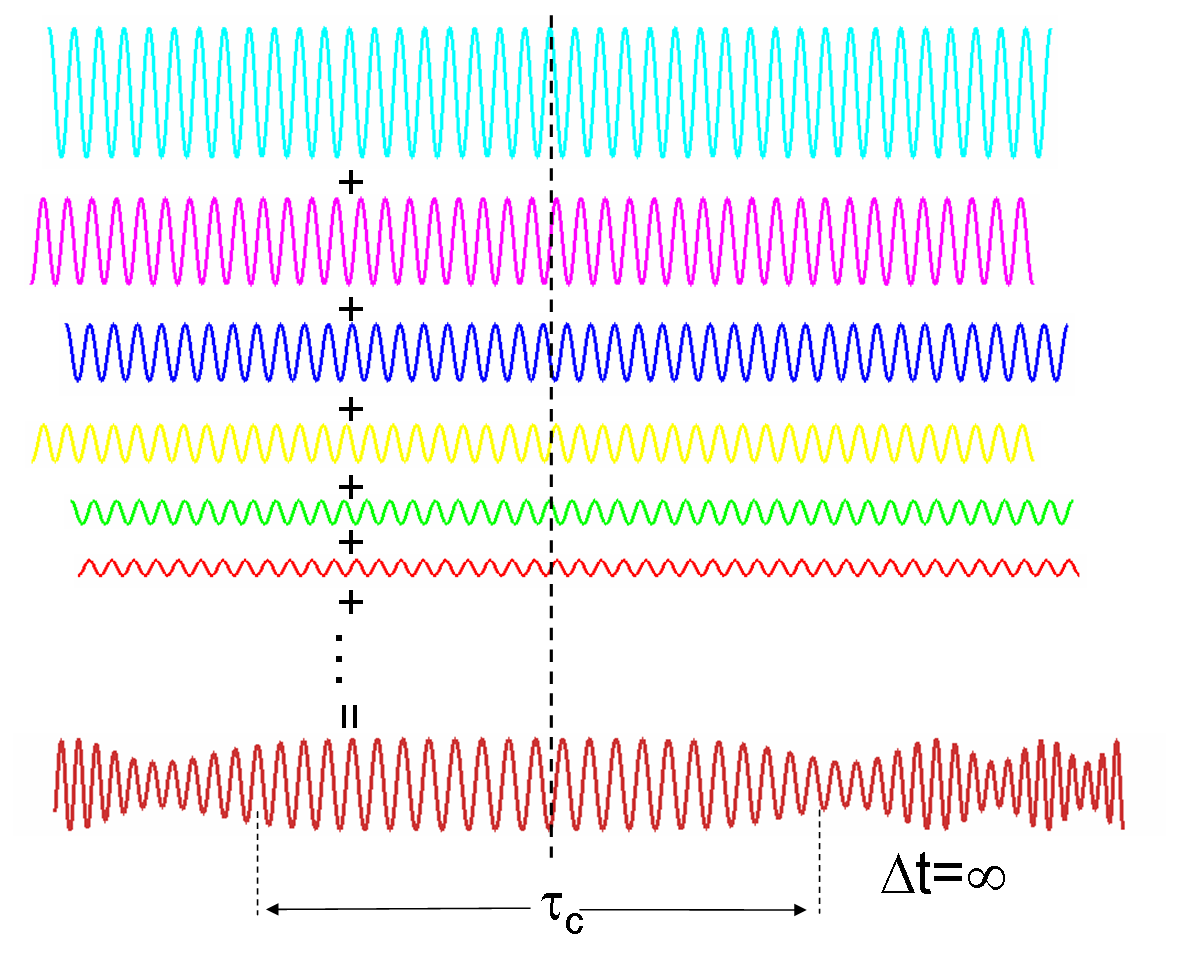
شكل1: اشعة ليست متسقة مع بعضها البعض بسبب أطوال موجاتها المختلفة (ألوان) ، تكون شعاعا متغير المطال ومتغير الطور. وقد تمحو بعضها البعض في تداخل هدام.

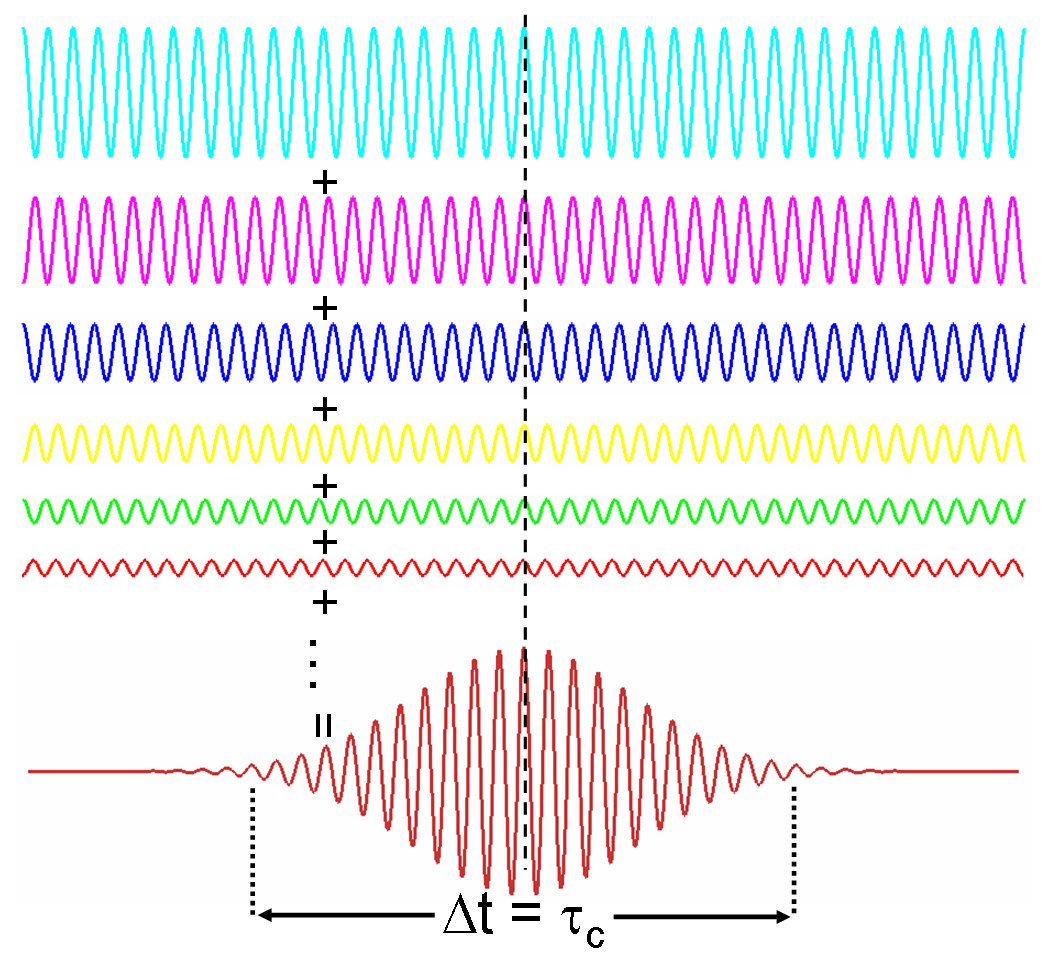
شكل 2: موجات متغيرة التردد (ألوان) تتداخل مع بعضها البعض مكونة نبضة (أسفل) عندما يكنون متسقين مع بعضهم البعض.

اتساق الموجات في الفيزياء إحدى خصائص الموجات بشقيها الطولي (كالصوت) والعرضي (كالضوء والموجات الكهرومغناطيسية).الإتساق الموجي يشير إلى أي حد تترابط الموجات مع بعضها البعض فإذا تطابقت أطوار الموجات عند كل نقطة في الزمن فهذا يؤدي إلى أن تلك الموجات متسقة اتساقا لامتناهيا.والإتساق مفهوم أسسه توماس يونغ في تجربة ذات الشقين وهو بالغ الأهمية في  صناعة الليزر،حيث أنه من إحدى سمات الليزر المثالي أن يكون اتساقه لا متناهيا وهذا ما لايمكن بلوغه بسبب خصائص الضوء وتعرضه للبعثرة والانكسار والانعكاس.والإتساق اللامتناهي يؤدي إلى سلوك الموجات خطا مستقيما إلى مالانهاية وهذا محبذ في الليزر لإنه مساعد له في أداء وظيفته وهي تسليط الضوء بشدة عالية على مساحة معينة ولأهميته في الليزر فإنه قرائن الليزر الجيد طول بعد الإتساق وطول زمن الإتساق فضلا عن الشدة الليزرية واستهلاك الطاقة.بيد أن الأمر على عكس ذلك في الصوت،والضوء،فالصوت والضوء يراد لهما الانتشار في سائر الأمكنة فمن طبيعتهما ان اتساقهما الموجي ضعيف بالمقارنة مع اتساق الليزر.واتساق الصوت أقل من اتساق الضوء والإتساق في المنابع الضوئية يقاس بدرجة الإتساق.كما أن الاتساق من خصائص الموجات الكهرومغناطيسية ولذا فهو يأخذ موقعا في دراسة قنوات الإتصال ونظم الإتصالات،كما يحتل حيزا من البحث في الهندسة الكهربائية والكهروبصريات والعلوم العصبية وتصوير تجسيمي وميكانيكا الكم.

## اقرأ أيضا
- مقياس ميكلسون للتداخل